# Lars von Trier
Lars von Trier (Copenhague, 30 de abril de 1956) é um cineasta dinamarquês; vencedor de diversos prêmios europeus de cinema. A partícula "von" foi adotada por Lars von Trier durante o período em que esteve na Danish Film School. O motivo para sua inclusão no apelido foi a alcunha que os seus amigos da época lhe deram.
Lars estreou em direção cinematográfica com Befrielsesbilleder (1982), mas passou ser reconhecido no seu oitavo título como diretor, o drama romântico filme Breaking the Waves (1996). Anos depois realizou a comédia Idiolterne (1998), que recebeu críticas favoráveis pela crítica e público, e Dancer in the Dark (2000), que foi muito bem recebido pela crítica, que inclusive foi indicado a vários prêmios importantes, como o Oscar, Globo de Ouro e Independent Spirit Awards e vencedor da Palma de Ouro pelo filme. Uma trilogia foi planejada por Trier, que começou por Dogville (2003), foi procedido por Manderlay (2005) e não se obtém nenhuma notícia possível de um terceiro filme da trilogia. Três anos depois de sua comédia The Boss of It All (2006), o cineasta dirigiu e escreveu o roteiro para uma trilogia intitulada "Trilogia da Depressão", com os filmes Antichrist (2009), Melancholia (2011) e Nymphomaniac (2013), todos foram bem recebidos pela crítica e pelo público.

## Início da vida
Trier nasceu em Kongens Lyngby, norte de Copenhagen, filho de Inger Høst e Fritz Michael Hartmann. Recebeu seu sobrenome do marido de Høst, Ulf Trier, que considerou seu pai biológico até 1989. O diretor mais tarde se tornaria famoso por sua honestidade aos jornalistas sobre sua família complexa e educação, bem como o impacto que teve sobre sua identidade, crenças e processo artístico.
Trier estudou teoria de cinema na Universidade de Copenhage e direção de cinema na Escola Nacional de Cinema da Dinamarca. Aos 25 anos, ganhou dois prêmios de melhor filme escola no Festival Internacional de Escolas de Cinema de Munique para os filmes Nocturne e Last Detail. Adotou a partícula nobiliárquica alemã "von" ao seu nome (possivelmente como uma homenagem satírica aos igualmente auto-inventados títulos de diretores Erich von Stroheim e Josef von Sternberg), e viu o seu filme de graduação Images of Liberation lançado como um recurso teatral.

### Controvérsia no festival de Cannes
Conhecido por ser provocador nas entrevistas, os comentários de von Trier durante a coletiva de imprensa antes da estreia de Melancholia no festival de Cannes causaram uma controvérsia significativa na mídia, levando o festival a declará-lo como "persona non grata" e bani-lo do festival por um ano. O filme, contudo, não foi excluído da competição daquele ano. Minutos antes do final da entrevista, um jornalista perguntou a von Trier sobre sua origem alemã e a estética nazista em resposta à descrição do gênero do filme feita pelo diretor como "romance alemão". O diretor – que foi criado judeu e descobriu apenas na vida adulta que seu pai biológico era um alemão não-judeu – pareceu ofendido pela conotação e respondeu discutindo sua identidade alemã. Ele brincou que, já que não era mais judeu, agora "entendia" e simpatizava com Hitler, que ele não é contra os judeus, exceto por Israel, que é "um pé no saco" e que é nazista. Esses comentários provocaram uma agitação na mídia que apresentou o incidente como um escândalo antisemita. O diretor divulgou uma desculpa formal imediatamente após a polêmica coletiva de imprensa e se desculpava em todas as entrevistas que ele concedia nas semanas após o incidente, admitindo que não estava sóbrio e dizendo que não precisava explicar que não era nazista.

## Filmografia

### Curta-metragem
| Ano    | Filme                                                                      | Creditado como | Creditado como | Creditado como |
| Ano    | Filme                                                                      | Diretor        | Roteirista     |                |
| ------ | -------------------------------------------------------------------------- | -------------- | -------------- | -------------- |
| 1967   | Turen til Squashland                                                       | Sim            | Sim            |                |
| 1968   | Nat, skat                                                                  | Sim            | Sim            |                |
| 1969   | Et skakspil                                                                | Sim            | Sim            |                |
| 1969   | En røvsyg oplevelse                                                        | Sim            | Sim            |                |
| 1970   | Hvorfor flygte fra det du ved du ikke kan flygte fra? Fordi du er en kujon | Sim            | Sim            |                |
| 1971   | En blomst                                                                  | Sim            | Sim            |                |
| 1978   | Orchidégartneren                                                           | Sim            | Sim            |                |
| 1979   | Menthe - la bienheureuse                                                   | Sim            | Sim            |                |
| 1980/1 | Nocturne                                                                   | Sim            | Sim            |                |
| 1996   | Den sidste detalje                                                         | Sim            |                |                |
| 2003   | Dogville: The Pilot                                                        | Sim            | Sim            |                |
| 2011   | Selma Jezková                                                              | Sim            |                |                |

### Longas-metragens
| Ano  | Filme                     | Creditado como | Creditado como | Creditado como |
| Ano  | Filme                     | Diretor        | Roteirista     |                |
| ---- | ------------------------- | -------------- | -------------- | -------------- |
| 1982 | Befrielsesbilleder        | Sim            | Sim            |                |
| 1984 | The Element of Crime      | Sim            | Sim            |                |
| 1987 | Epidemic                  | Sim            | Sim            |                |
| 1988 | Medea                     | Sim            | Sim            |                |
| 1991 | Europa                    | Sim            | Sim            |                |
| 1994 | Lærerværelset             | Sim            | Sim            |                |
| 1996 | Marathon                  |                | Sim            |                |
| 1994 | Riget I                   | Sim            | Sim            |                |
| 1996 | Breaking the Waves        | Sim            | Sim            |                |
| 1997 | Riget II                  | Sim            | Sim            |                |
| 1998 | Idioterne                 | Sim            | Sim            |                |
| 2000 | D-dag Lise                | Sim            | Sim            |                |
| 2000 | D-dag                     | Sim            | Sim            |                |
| 2000 | Dancer in the Dark        | Sim            | Sim            |                |
| 2001 | D-dag - Den færdige film  | Sim            | Sim            |                |
| 2003 | Dogville                  | Sim            | Sim            |                |
| 2003 | Five Obstructions         | Sim            | Sim            |                |
| 2004 | Dear Wendy                | Sim            | Sim            |                |
| 2004 | Kingdom Hospital          |                | Sim            |                |
| 2005 | Manderlay                 | Sim            | Sim            |                |
| 2006 | Boss of it All            | Sim            | Sim            |                |
| 2007 | Cada Um com Seu Cinema    | Sim            |                |                |
| 2007 | The Early Years           |                | Sim            |                |
| 2009 | Antichrist                | Sim            | Sim            |                |
| 2011 | Melancholia               | Sim            | Sim            |                |
| 2013 | Nymphomaniac: Vol. I      | Sim            | Sim            |                |
| 2013 | Nymphomaniac: Vol. II     | Sim            | Sim            |                |
| 2018 | The House That Jack Built | Sim            | Sim            |                |

## Prêmios e Indicações
- Recebeu uma indicação ao Oscar de Melhor Canção Original, por I've Seen It All (2001).
- Recebeu uma indicação ao Bodil Awards de Melhor Filme Dinamarquês, por Idiolterne (1999).
- Recebeu uma indicação ao Bodil Awards de Melhor Filme Dinamarquês, por Dancer in the Dark (2001).
- Recebeu uma indicação ao Bodil Awards de Melhor Filme Dinamarquês, por Manderlay (2006).
- Recebeu uma indicação ao Bodil Awards de Melhor Filme Dinamarquês, por Nymphomaniac (2014).
- Recebeu uma indicação ao César de Melhor Filme Estrangeiro, por Dancer in the Dark (2001).
- Recebeu uma indicação ao César de Melhor Filme da União Europeia, por Dogville (2004).
- Recebeu uma indicação ao César de Melhor Filme Estrangeiro, por Melancholia (2012).
- Recebeu uma indicação ao Globo de Ouro de Melhor Canção Original, por I've Seen It All.
- Recebeu uma indicação ao Indepedent Spirit Award de Melhor Filme Estrangeiro, por Breaking the Waves (1996).
- Recebeu uma indicação ao Indepedent Spirit Award de Melhor Filme Internacional, por Melancholia (2012).
- Recebeu uma indicação ao Satelite Award de Melhor Diretor, por Breaking the Waves (1997).
- Ganhou o Bodil Awards de Melhor Filme Dinamarquês, por The Element of Crime (1985).
- Ganhou o Bodil Awards de Melhor Filme Dinamarquês, por Europa (1992).
- Ganhou o Bodil Awards de Melhor Filme Dinamarquês, por Riget (1995).
- Ganhou o Bodil Awards de Melhor Filme Dinamarquês, por Breaking the Waves (1997).
- Ganhou o Bodil Awards de Melhor Filme Dinamarquês, por Dogville (2004).
- Ganhou o Bodil Awards de Melhor Filme Dinamarquês, por Antichrist (2010).
- Ganhou o Bodil Awards de Melhor Filme Dinamarquês, por Melancholia (2012).
- Ganhou o César de Melhor Filme Estrangeiro, por Breaking the Waves (1997).
- Ganhou o Independent Spirit Award de Melhor Filme Estrangeiro, por Dancer in the Dark (2000).
- Ganhou o Satelite Award de Melhor Filme Estrangeiro, por Breaking the Waves (1997).
- Ganhou o Satelite Award de Melhor Canção Original, por I've Seen It All.